# 哈里娜·哈欽斯
哈莉娜·哈钦斯（烏克蘭語：Галина Хатчніс，羅馬化：Halyna Hatchyns，1979年—2021年10月21日） 是出生于乌克兰的美国女電影攝影師和新聞工作者，曾参与拍摄30多部电影、短片和电视迷你剧。

## 生平
哈钦斯在苏联的摩爾曼斯克北極军事基地长大。在从事电影摄影工作之前，哈钦斯曾在东欧担任记者。她後來移居美国並從事电影制作。 2013年至2015年，她就读于美国电影学院音乐学院。 

### 逝世
2021年10月21日，哈钦斯在新墨西哥州聖塔菲拍攝電影《魯斯特》時，在演员擊發道具槍後，遭不知何故裝填的真彈擊中，被送往位於阿爾伯克基的新墨西哥大學醫院後不治，享年42歲。

## 作品列表
| 年份   | 标题          | 备注 |
| ------ | ------------- | ---- |
| 2017   | 《Snowbound》 |      |
| 2019   | 《达令之罪》  |      |
| 2020   | 《要敌》      |      |
| 待公布 | 《魯斯特》    |      |